# Sericoplaga
Sericoplaga é um gênero de mariposa pertencente à família Crambidae.